# Jiří Belda mladší
Jiří Belda mladší (* 6. června 1958 Turnov) je šperkař a sochař, pokračovatel rodinné šperkařské firmy BELDA.

## Život
Jiří Belda absolvoval v letech 1973–1978 Střední uměleckoprůmyslovou školu šperkařskou v Turnově a v letech 1978–1984 studoval na Vysoké škole uměleckoprůmyslové v Praze v ateliéru kov a šperk u prof. Josefa Soukupa. Do roku 1989 pracoval jako šperkař v turnovském výrobním družstvu Granát. Zúčastnil se sympozií Šperk a drahokam v Turnově (1984, 1991, 1998) a IV. Mezinárodního sympozia uměleckého šperku v Kremnici (1993). Roku 2000 získal 3. cenu v soutěži šperku s tahitskou perlou.
Jiří Belda mladší je spolumajitelem šperkařské firmy, kterou jeho dědeček Ladislav Belda (1893–1959) založil v New Yorku roku 1915 jako CzechoslovakBead Co. Roku 1922 založil v Turnově jako pobočku své americké firmy šperkařskou manufakturu, která exportovala šperky do Severní i Jižní Ameriky a Skandinávie. Po únoru 1948 byla firma znárodněna a poté zrušena. Jeho syn Jiří Belda starší absolvoval Střední uměleckoprůmyslovou školu šperkařskou v Turnově a poté pracoval v turnovském výrobním družstvu Granát jako zlatník a od roku 1965 učil na SUPŠ v Turnově. Roku 1966 vytvořil pro Expo 67 kopii Svatováclavské koruny a zároveň byl pověřen péčí o korunovační klenoty. Jiří Belda mladší po něm tuto výjimečnou funkci restaurátora korunovačních klenotů převzal. Sestra Jiřího Beldy Alena Beldová (* 1955) je malířka a textilní výtvarnice.
Roku 1992 otec a syn Beldovi obnovili rodinnou firmu BELDA a spol., s.r.o. Roku 1998 založili firmu Belda Factory, zaměřenou na výrobu malých sérií autorských šperků. Věnují se i restaurování historických předmětů a šperků. V rodinné tradici pokračuje i Beldova dcera Viktorie Beldová (* 1987).

## Dílo
Jiří Belda čerpá z rodinné tradice, k níž patří bravurní zvládnutí zlatnického řemesla a kovotepecké a cizelérské práce. Zpočátku restauroval a navrhoval šperky a plnil zakázky pro architekty. Později přestal vyrábět šperky na zakázku a zaměřil se na navrhování moderních šperků vyráběných v malých sériích. Přetvořil klasické vnímání šperku a vytvořil moderní, esteticky čisté, originální a velmi dobře nositelné módní doplňky. V oblasti klasického šperku vytvořil prsteny, které se vyznačují nadčasovými střízlivými formami a některé jsou záměrně technicistního vzhledu. Pracuje především se stříbrem, drahými kameny a perlami, ale i s méně tradičními materiály, jako je titan, corian a dural. Menší procento šperků je vyrobeno ze zlata nebo platiny. Pro kovotepecké práce využívá i obecné kovy jako pakfong, tombak nebo měď, z nichž tvoří brože a následně je citlivě patinuje. Z těchto kovů vytvořil i kolekce svícnů.
V roce 2015 oslavila společnost Belda sté výročí svého založení a svou kolekcí "Český ráj" s motivy inspirovanými přírodou a kameny typickými pro tento region vzdala hold svému působišti. Kolekce "Český ráj" byla nominována na cenu Czech Grand Design.
V devadesátých letech se kromě šperkařského designu věnoval realizaci secesních šperků podle návrhů Alfonse Muchy. Jiří Belda se spojil s vnučkou Alfonse Muchy, architektkou Jarmilou Plockovou a vytvořil kolekce originálních šperků z kvalitních drahých kamenů a smaltu podle Muchových návrhů, které se tak vůbec poprvé dočkaly realizace. Ve spolupráci s Evou Jiřičnou vznikla limitovaná kolekce jedenadvaceti kusů náhrdelníků z tenkého stříbrného pásku zdobeného růženínem, lávou nebo křišťálem. Precizní zpracování stejně jako minimalistický design jsou poznávacím znamením, které je společné pro šperkařskou firmu i pro architektku.

### Zastoupení ve sbírkách
- Uměleckoprůmyslové museum v Praze
- Severočeské muzeum v Liberci
- Muzeum skla a bižuterie v Jablonci nad Nisou
- Muzeum českého ráje Turnov

### Výstavy

#### Autorské
- 1990 Galerie Tiller, Vídeň
- 1992 Severočeské muzeum, Liberec
- 1993 Galerie Červená tráva, Praha
- 1997 Galerie Platýz, Praha (s Alenou Beldovou)

#### Kolektivní (výběr)
- 1985 Výstava prací absolventů vysokých uměleckých škol. XIII. výtvarné léto Maloskalska, Výstavní síň Malá skála, Malá Skála (Jablonec nad Nisou)
- 1986 Fúze 86. Výstava prací absolventů vysokých uměleckých škol. XIV. výtvarné léto Maloskalska, Výstavní síň Malá skála, Malá Skála (Jablonec nad Nisou)
- 1987 Užité umění výtvarných umělců do 35 let, Mánes, Praha
- 1987 Umění módy, Galerie Centrum, Praha
- 1988 Salón pražských výtvarných umělců '88, Park kultury a oddechu Julia Fučíka, Praha
- 1989 Mladí Janu Bauchovi, Galerie Václava Špály, Praha
- 1989 Jozef Soukup a jeho žáci, Galerie Václava Špály, Praha
- 1990 Cesty k postmoderně. Průzkum osmdesátých let, Uměleckoprůmyslové museum, Praha
- 1990 Železná plastika, Vojanovy sady, Praha
- 1990 Kov a šperk: Oborová výstava, Galerie Václava Špály, Praha
- 1992 Setkání, Galerie Hollar, Praha
- 1993 Kov – šperk 1993, Dům umění města Brna
- 1993 Tělo na tělo, Galerie Červená tráva, Praha[17]
- 1997 Český moderní šperk ve Stříbře, Minoritský klášter, Stříbro
- 2015 Umění Pojizeří: 55, Muzeum a Pojizerská galerie Semily
- 2015 Belda – LEGACY OF BEAUTY / 100 let krásy, vášně, řemesla, touhy a tradice, Galerie hlavního města Prahy, Dům U kamenného zvonu
- 2016 Beldafactory, Galerie Josefa Jíry, Malá Skála

### Katalogy

#### Autorské
- Jiří Belda, Galerie Hollar, Praha 1992

#### Kolektivní
- Milena Lamarová, Umění módy, Dílo 1987
- Sylva Petrová, Užité umění výtvarných umělců do 35 let, SČVU 1987
- Salón pražských výtvarných umělců ´88, SČVU 1988
- Jiří Tomáš Kotalík, Mladí Janu Bauchovi, SČVU 1989
- Antonín Langhamer, Jozef Soukup a jeho žáci, SČVU 1989
- Věra Vokáčová, Kov a šperk: Oborová výstava, Unie výtvarných umělců České republiky 1990
- Jan Hendrych a kol., Železná plastika, Unie výtvarných umělců České republiky 1990
- Alena Křížová, Kov – šperk 1993, Dům umění města Brna 1993
- Alena Křížová, Český moderní šperk ve Stříbře / Czech Modern Jewelry in Stříbro, Asociace výtvarníků oboru kov – šperk 1997
- Vladimír Mertlík, Evropský autorský šperk / Jewellery of Europe, Nadační fond Podepsáno srdcem, Agency Prague Cherry, spol. s.r.o., 2008
- Jana Zielinski, Jiří Macek, Křehký (Emocionální krajina českého designu / An Emotional Landscape of Contemporary Czech Design), Profil Media, s.r.o. 2008, ISBN 978-80-904300-0-6
- Lenka Patková, Umění Pojizeří, Muzeum a Pojizerská galerie Semily 2015, ISBN 978-80-905890-1-8

### Souborné publikace
- Alena Křížová, Proměny českého šperku na konci 20. století, Academia, Praha 2002, ISBN 80-200-0920-5